# Open de Rennes 2013
L'Open de Rennes 2013 è stato un torneo di tennis facente parte della categoria ATP Challenger Tour nell'ambito dell'ATP Challenger Tour 2013. È stata l'8ª edizione del torneo che si è giocato a Rennes in Francia dal 7 al 13 ottobre 2013 su campi in cemento indoor e aveva un montepremi di $64,000+H.

## Partecipanti singolare

### Teste di serie
| Nazionalità | Giocatore         | Ranking* | Testa di serie |
| ----------- | ----------------- | -------- | -------------- |
| Francia     | Kenny de Schepper | 67       | 1              |
| Francia     | Nicolas Mahut     | 68       | 2              |
| Francia     | Guillaume Rufin   | 84       | 3              |
| Paesi Bassi | Jesse Huta Galung | 96       | 4              |
| Rep. Ceca   | Jan Hájek         | 101      | 5              |
| Francia     | Marc Gicquel      | 110      | 6              |
| Slovacchia  | Andrej Martin     | 126      | 7              |
| Romania     | Marius Copil      | 130      | 8              |

- Ranking al 30 settembre 2013.

### Altri partecipanti
Giocatori che hanno ricevuto una wild card:
- Kenny de Schepper
- Nicolas Mahut
- Josselin Ouanna
- Guillaume Rufin

Giocatori che sono passati dalle qualificazioni:
- Kimmer Coppejans
- Constant Lestienne
- Björn Phau
- Jürgen Zopp

Giocatori che hanno ricevuto un entry con un protected ranking:
- Andreas Beck

## Vincitori

### Singolare
Nicolas Mahut ha battuto in finale  Kenny de Schepper con il punteggio di 6–3, 7–6(3).

### Doppio
Oliver Marach /  Florin Mergea hanno battuto in finale  Nicholas Monroe /  Simon Stadler con il punteggio di 6–4, 3–6, [10–7].